# ثورة استونو

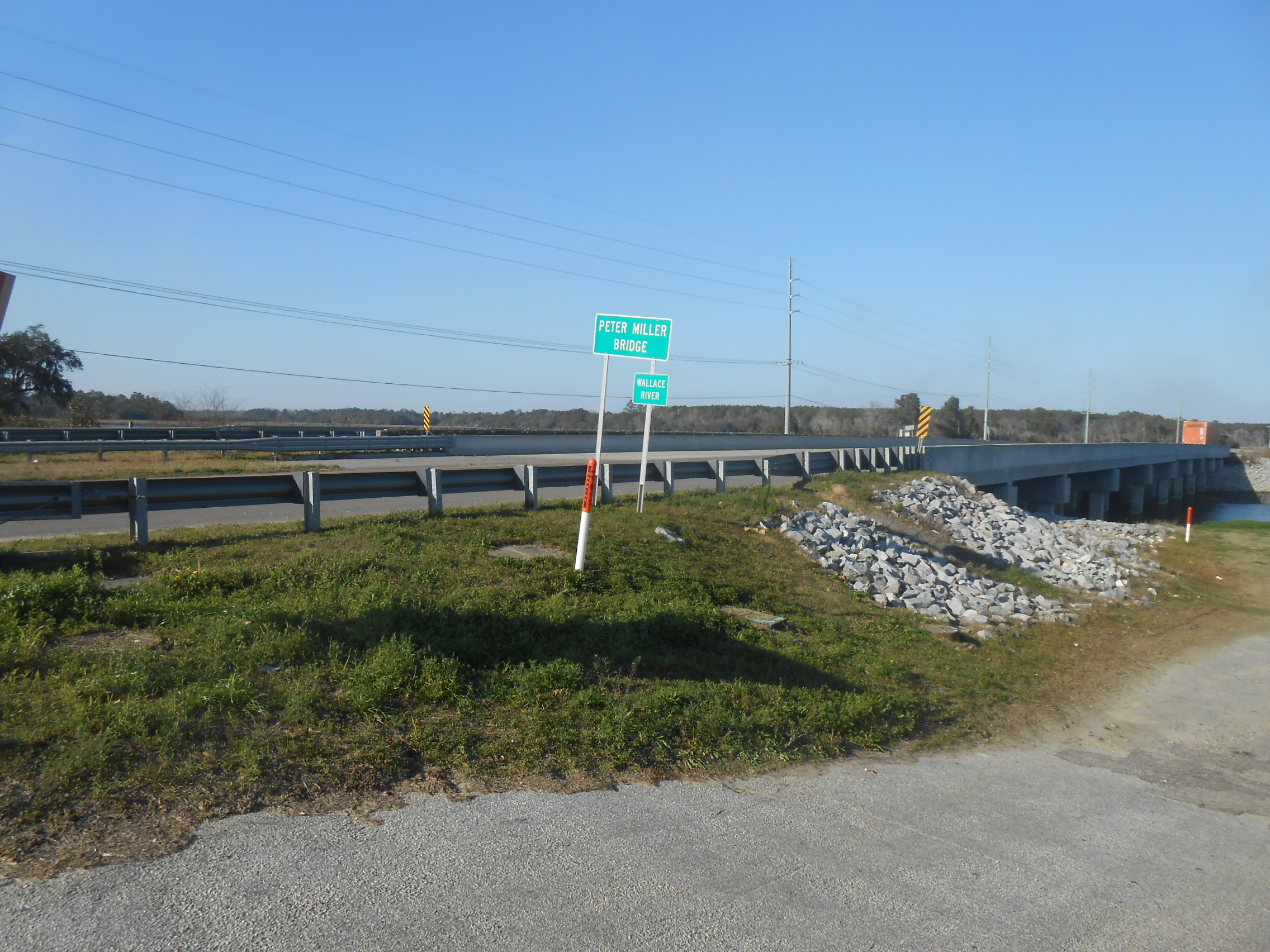

ثورة استونو كانت ثورة العبيد، وقد بدأت الثورة في 9 سبتمبر 1739م في مستعمرة ولاية ساوث كارولينا. وتُعد هذه الثورة من أكبر الثورات التي قامت في المستعمرات الإنجليزية على اليابسة قبل الثورة الأمريكية.